# Нанолюбовь
«Нанолюбо́вь» — российский оригинальный телесериал 2010 года производства кинокомпании «Star Media» по заказу СТС. Состоит из 40 серий. Премьерный показ состоялся 25 октября 2010 года на телеканале СТС. 20 декабря 2010 года была показана заключительная серия сериала.

## Сюжет
Фабула — люди манипулируют роботом, робот изучает людей (серии 1—26). Люди предают робота, робот мстит (серии 27—36).
Сюжет — по заказу олигарха Давицкого профессор Даров создаёт «экспериментальный андроид нового поколения (наноробот)» по имени Нана, внешне — неотличимый от живой девушки, но с физическими возможностями, превышающими человеческие, долголетием, способностью читать человеческие мысли — основной функцией. Помощник Дарова — программист Обухов — копирует внешность робота с первого попавшегося симпатичного фото из Интернета, в результате Нана оказывается точной копией реальной студентки журфака Нины — дочери известного издателя Колесникова.
В процессе создания наноробота профессор Даров вкладывает в Нану программу «стать человеком» — обрести эмоции и человеческое понимание мира. Так как чтение мыслей для человека невозможно, Нана отключает у себя эту функцию, чем демонстрирует стремление к неповиновению. Давицкий приказывает переформатировать робота — стереть всю память, уничтожив тем самым личность Наны. Не желая этого, Нана бежит из лаборатории. Её поиски Давицкий поручает начальнику охраны Кайманову, одновременно Нану ищут Даров и Обухов.
Происходит невероятная случайность — идущую по ночному городу Нану замечает проезжающий мимо Леонид Колесников и, приняв её за дочь, отвозит домой. Когда в квартиру возвращается с вечеринки настоящая Нина, девушки знакомятся. Нина убеждает энциклопедически образованную Нану заменить её на занятиях и зачётах. В процессе «замещения» Нины Нана учится и всё более очеловечивается, хоть и попадая в неловкие ситуации. В ней пробуждается способность чувствовать; после того, как она заменяет Нину на свидании с преподавателем журфака Скворцовым, она неожиданно понимает, что сама влюбилась в Артёма. Соперничество приводит к постоянным ссорам Наны и Нины и во время одной из таких ссор Нина раскрывает тайну нескольким друзьям-однокурсникам.
Существование «второй Нины» становится известно в институте; все, естественно, принимают девушек за сестёр-близнецов. Нине приходится пересдать все зачёты. Артём, узнав, что девушки встречались с ним по очереди, воспринимает это как оскорбление и порывает с ними. Нина винит во всём Нану. Нана, запутавшись и решив, что приносит всем только неприятности, просит Дарова переформатировать её; тот категорически отказывается. О существовании Наны узнаёт младший брат Нины Жорик, приехавший вместе с матерью из-за границы. Он в восторге от Наны.
Тем временем Давицкий выходит на семью Колесниковых, и полагая, что Нина в действительности — Нана, поручает Кайманову захватить её. Кайманов с подручными захватывает Нину. Объединившиеся друзья Нины с Андреем, Наной, Даровым и Обуховым проникают в лабораторию и освобождают девушку, но попадают в руки охраны. Нана совершает попытку самоликвидации, решив, что если её не будет, то остальных Давицкий не тронет. Её удаётся остановить, после чего Давицкий неожиданно отпускает всех. Он заявляет Дарову, что Нана не оправдала его надежд, но эксперимент надо продолжать, так что пусть всё идёт, как идёт.
Жизнь продолжается. Нана и Нина с друзьями выпускают институтский журнал, отношения Артёма с Ниной восстанавливаются. Нану родители Нины (по-прежнему ничего не подозревающие) знакомят с физиком-нанотехнологом Вишняковым, их отношения тоже начинают развиваться. В конце концов, Нина переезжает к Артёму в общежитие, а конфликт между Артёмом и отцом Нины достигает апогея.
Но Давицкий вовсе не отказался от своих планов. Он добивается, чтобы все друзья Наны и даже Даров оставили её, поддавшись своим слабостям. Нана остаётся одна, при этом вынуждена, чтобы спасти репутацию всей компании, в одиночку работать над выпуском журнала. Ощущая себя преданной, Нана приходит к Давицкому, который убеждает её, что эгоизм и предательство естественны для людей. Давицкий рассказывает Нане об истинной цели её разработки — он неизлечимо болен и заказал андроида, чтобы переселить в него своё сознание. Он предлагает на время «подселить» своё сознание в Нану с помощью созданного Вадимом прибора, а пока идут предварительные эксперименты (в ходе одного из них Давицкий стёр сознание Кайманова), убеждает её отомстить, что Нана и делает. После завершения мести она рассказывает всем, что она сделала и почему. Друзья в шоке, они возмущены, но понимают, что сами оттолкнули Нану; они не знают, что делать дальше.
Давицкий хочет, чтобы Нана убила Дарова, подтвердив тем самым своё послушание. Но при встрече Даров убеждает Нану, что отказываться от человеческих качеств нельзя. Тогда Давицкий дезактивирует Нану и начинает готовиться к переселению в её тело. Вадим, влюблённый в Нану, усиленно тянет время, но «переселение душ» окончательно назначено, до смерти Наны остаётся 40 часов. Не доверяя никому, Давицкий запирается в лаборатории, установив снаружи усиленную охрану, чтобы провести операцию самостоятельно. Начальнику охраны он показывает перстень и приказывает в случае своей смерти в дальнейшем подчиняться тому, кто его предъявит. Вадиму приходится объяснять всё друзьям Наны. Они прорываются в лабораторию и в последний момент повреждают аппаратуру, прервав перенос сознания. Нана сохраняет свою личность, а Давицкий погибает. Перстень Давицкого предъявляет охране Вадим; только тут выясняется, что он — сын Давицкого и новый хозяин предприятия.
Нина знакомит родителей с Наной и объясняет им все нестыковки, происходившие в последнее время; она хочет, чтобы Нана жила в её семье. Родители потрясены, они категорически отказываются принимать Нану, и та, расстроенная, уходит. Нина и Жорик обвиняют родителей в бездушии. Отойдя после шока, родители понимают, что дети правы, отправляются к Нане, живущей в гараже у Обухова, извиняются и просят жить у них.
Свадьба Димы Обухова и Дины (подруги Нины, одной из «посвящённых»). Нана окончательно даёт понять, что смирилась с тем, что Артём выбрал Нину. По ходу свадебного действа все постепенно разбиваются на пары и только Нана остаётся в одиночестве. Вокруг — друзья, ей все рады, но она всё равно одна. Через какое-то время она уходит. Появившийся почти сразу после этого Вадим, не застав её, отправляет охрану на поиски, но та возвращается ни с чем. Нана через Жорика передаёт профессору Дарову фотографию, на которой изображены Нана и Даров, а на обратной стороне — надпись «Я вернусь! Обязательно!». В последней сцене фильма Нана с игрушечным псом-роботом в руках идёт по городу, а ей навстречу идут одна за другой пары близнецов.

## В ролях
- Вера Баханкова — Нина Леонидовна Колесникова
- Любовь Баханкова — Нана
- Станислав Бондаренко — Артём Евгеньевич Скворцов, преподаватель зарубежной литературы на журфаке МГУ
- Андрей Ильин — Леонид Борисович Колесников, отец Нины
- Александр Рапопорт — Николай Степанович Давицкий, олигарх, заказчик наноробота
- Ростислав Лаврентьев — Андрей Николаевич Кайманов, начальник службы безопасности Давицкого
- Сергей Сосновский — Алексей Петрович Даров, профессор, создатель наноробота
- Оксана Климова — Дина Ларина, студентка журфака
- Тимур Боканча — Владимир Казаков, студент журфака
- Карина Мындровская — Алисия Данилова, студентка журфака
- Григорий Калинин — Дмитрий Обухов, помощник Дарова
- Александр Пальчиков — Геннадий Федулов, студент журфака
- Алексей Франдетти — Олег Метёлкин, студент журфака
- Ирина Сафонова — Ольга Алексеевна Когут, декан журфака МГУ
- Дмитрий Павленко — Юрий Сергеевич Топорков, преподаватель теории журналистики на журфаке
- Валерий Громовиков — Эдуард Анатольевич Максимов, преподаватель эстетики
- Алексей Якубов — Игорь Андреевич Сажин, физрук
- Ирина Цывина — Ирина Аркадьевна / Александровна Колесникова, мать Нины
- Кирилл Продолятченко — Георгий Леонидович Колесников, брат Нины
- Денис Коломоец — Вадим Николаевич Вишняков, нанотехнолог, сын Давицкого, воздыхатель Наны
- Алексей Артамонов — Никита Сигизмундович Лосев, ректор МГУ
- Яна Куц — Елена Дмитриевна, сотрудница издательства Леонида Борисовича
- Владислав Демченко — Серж Маевский, адвокат
- Ася Калинина — Мари, девушка Федулова
- Виктор Балабанов — Иван Петрович, комендант
- Татьяна Щанкина — Мария Петровна, горничная Колесниковых
- Дмитрий Смолев — Славик Пирогов, водитель Леонида Борисовича
- Дмитрий Комов — Игорь Матвеевич «Вампир» Магнитский, рейсер
- Юлия Маргулис — Соня
- Алексей Бояджи — доктор Михаил
- Станислав Шмелёв — рэпер Тимур[3]

## Создатели
- Александр Сёмин — автор идеи и креативный продюсер
- Андрей Галанов, Максим Белозор — авторы сценария
- Михаил Васильев, Вадим Вишняков, Пётр Внуков, Максим Возняк, Алексей Гордовский, Людмила Глушкова, Андрей Жвалевский, Юрий Исаков, Юлия Кондратова, Геннадий Кондратьев, Наталья Кудрявцева, Сергей Плотов, Марина Покровская, Сергей Сомичев, Иван Филиппов — сценаристы
- Андрей Кузнецов, Мария Колоколова, Игорь Войтулевич — режиссёры-постановщики
- Григорий Рудаков, Кирилл Сперанский — оператор-постановщик
- Екатерина Ковынева, Герман Зарянкин — художники-постановщики
- Сергей Ковальский — композитор
- Елена Галанова — кастинг
- Наталья Тетерина — исполнительный продюсер
- Александр Сёмин, Влад Ряшин, Константин Наумочкин — продюсеры
- Вячеслав Муругов — генеральный продюсер

## Музыка
- Саундтрек к сериалу, — песню «Нанолюбовь» (Е. Белоконь), исполнила группа Вельвет, также песню «Продавец кукол»
- В качестве музыкального оформления сериала были использованы песни Группы W/ «На самом деле» (Текст — К. Арсенев, музыка — М. Морсков); «Нанолюбовь», «Separatnaya», «В голове», «Тесно», «Here I am», «Миллионы» (Текст — М. Морсков, музыка — М. Морсков); «Тебе осталась любовь»
- Также песни Екатерины Фроловой «Поторопись», «Там, где ты» и песня группы Апрель «Странные создания»

## Производство
Рабочим названием сериала было «Нанастоящая любовь».
В качестве внешнего вида лаборатории послужили огромные полые трубы высотой с семиэтажный дом, используемые жителями Подмосковья для хранения сена, а серебристые крыши были дорисованы с помощью компьютерной графики.
Интерьер лаборатории был выстроен в павильоне, а коридоры снимались в одной из московских больниц. Модели молекул были сделаны из жевательного мармелада, а
робот-собака куплен в обычном магазине игрушек.
Для съёмок автогонок был взят в аренду ретро-автомобиль — гоночный Ford Mustang 1968 года выпуска с объёмом двигателя 5,0 литров.

## Описание серий
| № серии | Краткое содержание | Премьера |
| ------- | --- | -------- |
| 1       | Из лаборатории олигарха по фамилии Давицкий сбегает наноробот Нана. Случайно она встречает свой прототип Нину. Нина думает, что это — подарок отца. Она начинает использовать её в своих целях. Тем временем Давицкий замечает пропажу. И нанимает своего человека для её поиска. | 25.10.10 |
| 2       | Нана продолжает учиться жить среди людей. | 26.10.10 |
| 3       | Нина находит Нану у себя дома. И у её «подарка» развились любовные чувства к Артему. | 27.10.10 |
| 4       | Даров создает прибор, который должен отыскать Нану, но он может оказать на неё отрицательное влияние. Нана ходит на лекции вместо Нины. Дима включает прибор. | 28.10.10 |
| 5       | Нананейтрализатор сработал и Нана приходит в себя. Декан Ольга Когут решила помочь Вуз-Тв. Отец Нины замечает перемены в дочери. | 29.10.10 |
| 6       | Кайманов ищет робота на окраине. Даров решает поговорить с Ниной о роботе. | 01.11.10 |
| 7       | Нана участвует в гонках стритрейсеров с Артемом. Вуз Тв готовит репортаж о вредных привычках декана Когут. | 02.11.10 |
| 8       | На Нану обращают внимание преподаватели, студенты и молодые люди. Нина обижена и уходит жить к Алисии. Та крадет запись ночных гонок. | 03.11.10 |
| 9       | Нина делится с Наной своими переживаниями. | 04.11.10 |
| 10      | Нина просит прощения у Наны. Нана помогает ей стать нужной для всех. В институте проводят викторину. Команда Наны побеждает. Даров убежден в опасной игре Давицкого и просит Нину приглядеть за её двойником. Кайманов похищает Нину, принимая её за андроида, а Нана следит за ним и спасает Нину. | 05.11.10 |
| 11      | Нина объясняет Артему о диске с гонками. Студенты решают провести акцию в поддержу Артема Евгеньевича. Даров и Дима создают прибор для безопасности Наны — нанонейтрализатор. | 08.11.10 |
| 12      | Флэшмоб в пользу Скворцова не прошёл. Он на грани увольнения из университета. Когут назначает нового куратора на Вуз Тв. Это преподаватель по журналистским расследованиям Юрий Топорков. | 09.11.10 |
| 13      | Нана ревнует Артема к Нине. Студенты уговаривают Нану сыграть в баскетбол. Вован и Дина хотят «выжить» Нину из университета. | 09.11.10 |
| 14      | Давицкий решает разорить Колесникова из-за Наны. Артем целует Нину. В универе проводят конкурс танцев. | 10.11.10 |
| 15      | Нина ругается с Наной из-за Артема. Жизнь Колесникову портит Давицкий. Вуз Тв использует в сюжетах голограмму Топоркова. | 11.11.10 |
| 16      | Нина врет преподам про Нану. Алисия сливает на Вуз Тв Нину с Наной, об этом узнаёт Артем, который не может простить Нину за укрывательство Наны и разрывает с ними отношения. | 12.11.10 |
| 17      | Когут восстановила Артема и возвращает Нину. Дина стала обладателем наноброшки. Артём всё ещё зол на Нину и Нану. Нине приходится повторно сдавать сессию. | 15.11.10 |
| 18      | Нана просит профессора переформатировать её. Артем пропал после увольнения. | 16.11.10 |
| 19      | Из Америки вернулась мама Нины и её младший брат Жорик. Нина пытается наладить контакт с Артемом. Жорик узнает тайну о двойнике Нины. Она запрещает ему говорить об этом с кем-либо. | 17.11.10 |
| 20      | Нина попадает в лабораторию Давицкого. Студенты решают помочь ей. Неожиданно для всех, Давицкий отпускает Нану, Нину и друзей, но вовсе не отказывается от своих планов и продолжает следить за ней. Во время операции Артем преследует похитителей и вступает в драку с ними, однако Кайманов напал ссзади и ударил монтировкой. | 18.11.10 |
| 21      | Артём залечивает раны в больнице Нина и Нана забирают его, также он просит прощения у них . Давицкий прекращает террор фирмы Колесникова. Нана призналась Жорику в своих чувствах. У Мамы созрел план по налаживанию личной жизни Нины. На одном из вечерних ужинов Нина знакомится с Вадимом. | 19.11.10 |
| 22      | Вадим узнает о двойнике Нины. В институте принято решение устроить вечеринку ко Дню студента. Скворцов предлагает студентам попробовать себя в издательском деле. | 22.11.10 |
| 23      | Студенты готовят вечеринку. Артем и Нина выясняют отношения. Нина чувствует ревность Артёма к Нане. | 23.11.10 |
| 24      | Отец Нины находит работу для неё в своей фирме. Студенты выручают Кайманова, которого избили охранники службы безопасности, нанятые Давицким. Артем участвует в дуэли на автомобилях. | 24.11.10 |
| 25      | В ходе дуэли Артём и Вадим не смогли добраться до финиша из-за того что, Жора спустил колесо Вадиму, тем временем Кайманов работает охранником в общежитии студентов. | 24.11.10 |
| 26      | В университете студенты работают над журналом. В кафе Нина, Артём и Вадим вместе ужинают, где встречают Метёлкина и Федулова, тем временем Кайманов приводит Алисию к Давицкому. | 24.11.10 |
| 27      | В ходе беседы Давицкий рассказывает Алисии об искусственной природе Наны, в ответ она рассказывает об увлечениях студентов. В итоге студенты поддаются своим увлечениям и бросают Нану, оставляя на неё студенческий журнал. Нана впервые почувствовала себя обманутой и одинокой. | 24.11.10 |
| 28      | Вадим пытается убедить студентов помочь Нане, но безуспешно. Артём помогает Нане с журналом, но Нина в порыве ревности и злости рассказывает правду о Нане. Артём узнает, что Нана андроид, но продолжает поддерживать её в трудные минуты. А с Ниной он снова разругался. Нана отправляется к Дарову за советом. |          |
| 29      | В последний момент друзья Наны чувствуют вину перед ней и бросают свои дела, чтобы помириться. Тогда Давицкий использует план Б — психологический приём против Дарова. Он рассказывает учёному, что его дочь жива и тот отправляется на встречу с ней. Тем временем Нана приходит к Давицкому и учится читать мысли, тем временем друзья Наны безуспешно пытались её найти. |          |
| 30      | В ходе разговора Давицкий рассказывает Нане об её истинном предназначении. Он смертельно болен, но не собирается умирать не завершивши своих дел, он также рассказывает андроиду, о том, что предательство свойственно каждому человеку, и Нана планирует отомстить своим друзьям. Давицкий признаётся, что планирует переселить своё сознание в её тело, и Нана соглашается на пробные сеансы по переносу сознания, а Вадим пытается помешать планам Давицкого, но понимает, что бессилен. Тем временем, профессор Даров узнаёт, что его дочь — это актриса, которой Давицкий заплатил деньги за актёрскую игру. А студенты и Нана встречаются в баре, чтобы отметить воссоединение и завершение журнала, а также планируют поездку на конкурс в Париж.                                                           |          |
| 31      | Нина ссорится со своим отцом и уходит к Артёму, Нана осуществляет план возмездия. Она подставляет Казакова и загружает непристойное видео в интернет. Алисия оберегает Олега Метёлкина от Кайманова. |          |
| 32      | О видео из интернета узнаёт ректор и Казакова планируют отчислить из университета. Тем временем профессор Даров возвращается в лабораторию, и Давицкий рассказывает правду о гибели его дочери. Вадим затягивает процесс переноса сознания. К Нине в общежитие приходит Мама. |          |
| 33      | Нана продолжает мстить друзьям. Дину Ларину обвиняют в проплаченном видеорепортаже и требуют деньги, Артём встречается в кафе со своей бывшей девушкой, Нина обеспокоена её внезапным появлением. |          |
| 34      | Кайманов приводит Алисию к Давицкому и Нане, где андроид рассказывает ей о мести и на её глазах удаляет архив ВУЗ ТВ, затем заходит в студию и признаётся, что отомстила им за предательство. В лаборатории Вадим всё ещё пытается затянуть процесс переноса, но под давлением Давицкого вынужден закончить программу. Давицкий не доверяет никому и планирует провести перенос сознания самостоятельно и приказывает Кайманову усилить охрану. |          |
| 35      | Нина приходит на встречу с бывшей девушкой Артёма, и выясняет, что Нана подослала её, чтобы рассорить Нину с Артёмом. Казаков остаётся в универе. Друзья пытались восстановить свои файлы, однако Нана взламывает сайт ВУЗ ТВ. В комнате переноса сознания Давицкий стирает память Кайманову и подкладывает ему в пиджак флешку. Нана приходит к Дарову в больницу. |          |
| 36      | Нана навещает профессора Дарова в больнице и прочитавши мысли прощает его. Нана возвращается в лабораторию и отказывается от переноса сознания и тогда Давицкий отключает её дистанционным пультом и планирует самостоятельно провести перенос сознания. От безысходности Вадим приходит к друзьям в универ и сообщает, что Нана в беде и до её гибели остаётся 40 часов. Артём и студенты соглашаются помочь Вадиму спасти Нану, чтобы помириться с ней. Внезапно Артёма и его друзей-автогонщиков арестовывают и докладывают Давицкому. Алисия с Олегом Метёлкиным находят Кайманова в местной кондитерской, но из-за стёртой памяти он ничего не помнит. Давицкоий вновь приказывает усилить охрану и в случаи его гибели он показывает перстень и также приказывает слушать того, кто предъявит этот перстень. |          |
| 37      | Друзья Наны обдумывают план по её спасению. Артёма и его друзей освобождают из следственного изолятора благодаря звонку Леонида Борисовича. Давицкий готовится к переносу сознания. Алисия и Олег забирают Кайманова и он помогает друзьям проникнуть в лабораторию. Артём и Вадим одолевают охранников, но Артёму удаётся в одиночку проникнуть в комнату. Давицкий угрожает обнулить сознание Наны и заставляет Артёма покинуть комнату, но Артём выстрелом из электрошокера повреждает аппаратуру и прерывает перенос сознания. |          |
| 38      | Перенос сознания не удался. Нана просыпается и сохраняет свою личность, а Давицкий погибает. Вадим предъявляет охране перстень и приказывает всех отпустить. Вадим выясняет, что он сын Николая Давицкого и новый хозяин предприятия. Нина приводит Нану домой, но родители вспомнивши все странности в поведении дочери отказывают приютить андроида. Однако родители Нины и Жорика едут навестить Нану и мирятся с ней. В университете студенты собираются вместе обсудить свои планы. |          |
| 39      | Студенты журфака и преподаватели собираются на свадьбе Димы Обухова и Дины Лариной. Жорик передаёт профессору Дарову фотографию самого учёного с Наной и обещанием вернуться. Сама Нана чувствуя себя в одиночестве уходит с псом-роботом. Внезапно на свадьбу приезжает Вадим Давицкий, чтобы увидеться с Наной. |          |
| 40      | Вадим посылает охрану за Наной, но охрана не находит её. Тем временем Нана гуляет по улицам города и на встречу ей идут пары близнецов. |          |